# Galatos Peak
Galatos Peak är en bergstopp i Antarktis. Den ligger i Östantarktis. Nya Zeeland gör anspråk på området. Toppen på Galatos Peak är 2 045 meter över havet, eller 583 meter över den omgivande terrängen. Bredden vid basen är 4,1 km.
Terrängen runt Galatos Peak är kuperad österut, men västerut är den platt.  Trakten är obefolkad. Det finns inga samhällen i närheten.